# Tutyr
Dans la mythologie ossète, Tutyr (Ossète : Тутыр) est le maître et protecteur des loups. Il est associé par son nom et sa fonction à saint Théodore de Tyr. Pour protéger leur bétail des loups, les ossètes devaient non seulement prier le dieu du bétail Fælværa, mais aussi le protecteur des loups Tutyr. Ainsi deux fêtes lui étaient dédiées chaque année, une au printemps et l'autre en automne, et lors de cette dernière on lui sacrifiait un bouc le soir et on le consommait uniquement dans le cercle familial.